# Allophatnus terminalis
Allophatnus terminalis là một loài tò vò trong họ Ichneumonidae.